# Ampliación San Francisco, Ixtapaluca
Ampliación San Francisco är en ort i Mexiko, tillhörande Ixtapaluca kommun i delstaten Mexiko. Ampliación San Francisco ligger i den centrala delen av landet och tillhör Mexico Citys storstadsområde. Orten hade 102 invånare vid folkmätningen 2010.